# Zagoričnik
Zagoričnik je priimek več znanih Slovencev:
- Franci Zagoričnik (1933—1997), pesnik, esejist in prevajalec
- Ifigenija Zagoričnik (*1953), pesnica in keramičarka
- Luka Zagoričnik, glasbeni promotor in publicist
- Nina Zagoričnik, novinarka
- Petra Zagoričnik, tekvondistka
- Štefan Zagoričnik (1921—1991), rudarski strokovnjak